# Meir (Anversa)
Il Meir è la principale via dello shopping di Anversa e collega il Municipio della città delle Fiandre con la Stazione Centrale.
È considerata la zona commerciale più importante del Belgio, sia per il numero di acquirenti che per il prezzo degli affitti, anche grazie alla presenza del centro commerciale Stadsfeestzaalnel aperto nel 2007.
La via ospita i negozi dei più prestigiosi marchi della moda e dal 1992 è diventata in gran parte pedonale.

## Dintorni
Sulla via, o nei pressi di questa, si trovano diversi edifici importanti di Anversa come:
- il Paleis op de Meir,
- la Stazione Centrale,
- il Municipio di Anversa,
- la Borsa di Anversa,
- il Boerentoren,
- la Rubenshuis.